# Mick Clavan
Mick Clavan (L'Aia, 11 marzo 1929 – L'Aia, 11 luglio 1983) è stato un calciatore olandese, di ruolo centrocampista.

## Carriera

### Club
Mick Clavan ha iniziato la sua carriera calcistica nell'ADO Den Haag, squadra con cui ha militato dal 1947 al 1963, collezionando 184 presenze e segnando 24 gol. Dopo l'esperienza con l'ADO Den Haag, ha trascorso una breve parentesi al S.H.S. nel 1963-1964, anche se non si conoscono dettagli precisi riguardo al numero di presenze. Nel 1964, ha continuato la sua carriera nell'Holland Sport, rimanendo con la squadra fino al 1965, ma anche in questo caso le informazioni su presenze e gol restano incerte.

### Nazionale
A livello internazionale, Clavan ha fatto parte della nazionale olandese dal 1948 al 1965, totalizzando 27 presenze e 7 gol.

## Caratteristiche tecniche
Mick Clavan era un centrocampista solido, noto per la sua buona visione di gioco e capacità di distribuire il pallone. Durante la sua carriera, si distinse per la sua resistenza e abilità nel recupero palla, svolgendo un ruolo importante sia in fase difensiva che offensiva. La sua versatilità gli permetteva di adattarsi a diversi stili di gioco, facendo da collegamento tra difesa e attacco. La sua esperienza e la sua intelligenza calcistica lo resero un elemento fondamentale nelle squadre in cui giocò.